# Universidade Marquette

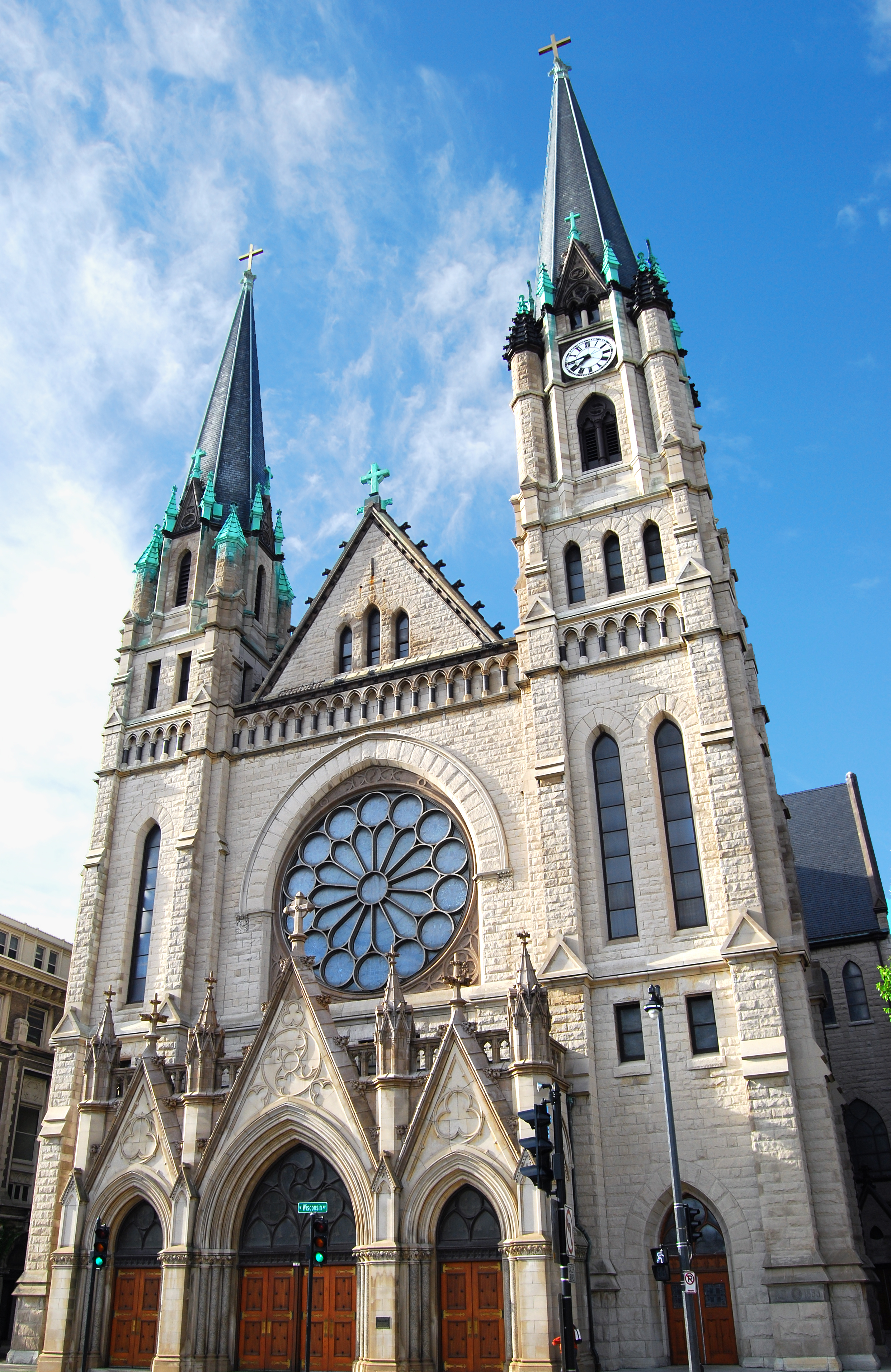
Igreja (Gesu Church, na Universidade Marquette.

Universidade Marquette (em inglês Marquette University) é uma universidade privada, de confissão católica filiada à Companhia de Jesus, localizada em Milwaukee, Wisconsin, Estados Unidos. Faz parte da Associação de Universidades Jesuítas (AJCU), que integra as 28 universidades da Companhia de Jesus no país, e é uma das maiores e mais prestigiadas da associação. Também é a maior universidade privada do estado de Wisconsin.

## História

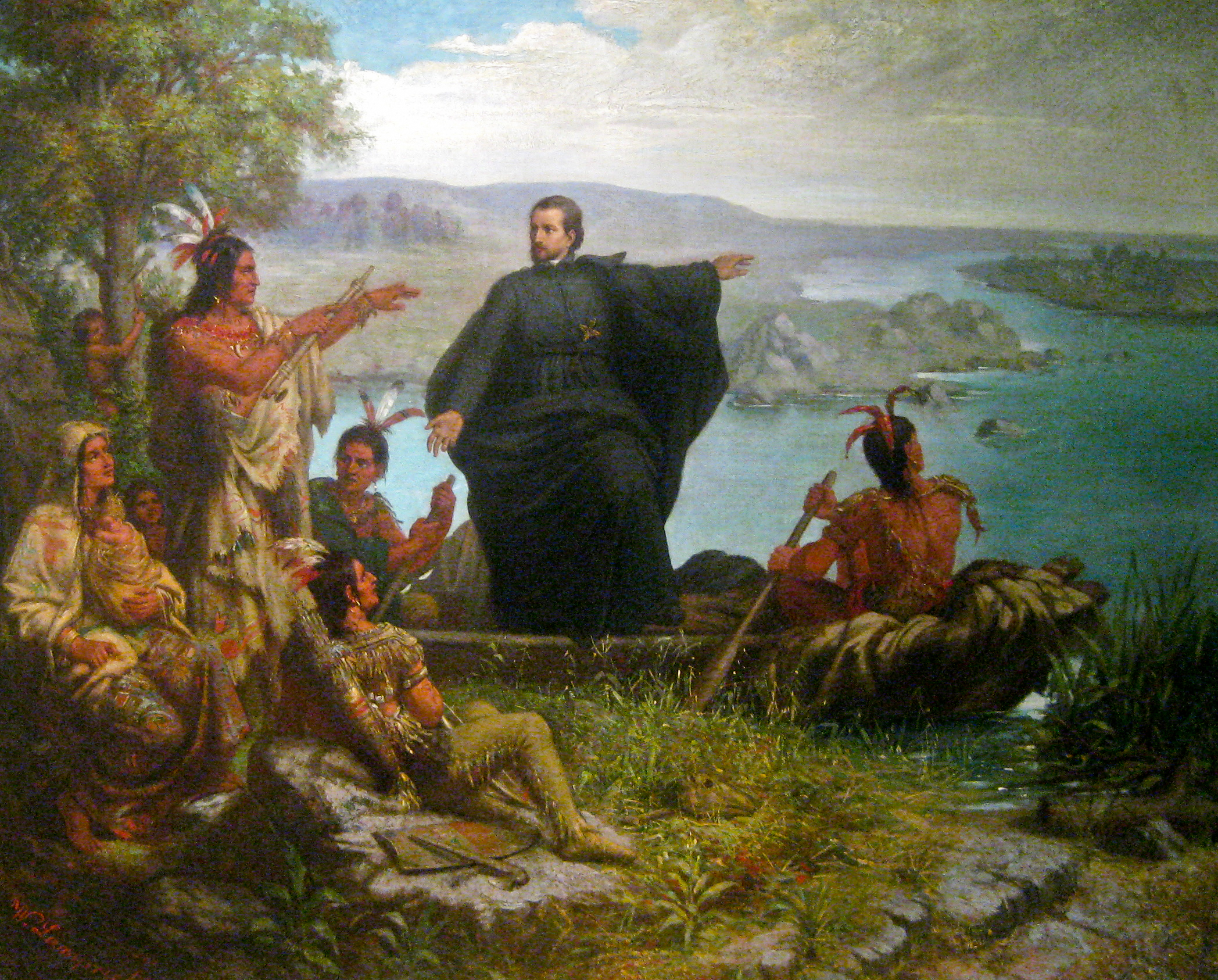
Padre Jacques Marquette explorando (1869). Pintura de Wilhelm Lamprecht (1838-1906).

A universidade foi fundada em 1881 pelo primeiro bispo católico de Milwaukke, Martin J. Henni, com o nome de Jacques Marquette, S. J., jesuíta francês do Século XVII. O Padre Marquette está representado no brasão da universidade, a bordo de uma canoa indígena.

## Vida estudantil
Os aproximadamente 11.500 estudantes vem de todos dos 50 estados do país e de 80 países estrangeiros. Existem mais de 230 associações estudantis de todos os tipos. Há na universidade o jornal estudantil, The Marquette Tribune, nascido em 1916. Desde 2005, outro grupo de estudantes publica o The Warrior, outro jornal, de caráter conservador. A universidade também conta com uma estação de rádio, a Marquette Radio, e um canal de televisão, a MUTV.

## Campus
O campus da universidade ocupa 80 hectares no bairro de University Hill, na cidade de Milwaukee, dos quais 13 são dedicados a instalações esportivas, no que é conhecido como Valley Fields. Dentro do campus se encontra a capela de Santa Joana d'Arc da França, do Século XIV, um dos edifícios mais antigos dos Estados Unidos, trazida pedra por pedra da Europa, e o Museu de Arte Haggerty. A universidade tem a única escola de odontologia do estado de Wisconsin.

## Esportes
A universidade compete na Divisão I da NCAA, na Big East Conference. O Marquette Golden Eagles, equipe da universidade, já venceu o campeonato nacional de basquete masculino em 1977, e disputou a final de 1974.